# Портрет Франца I верхом на коне
«Портрет Франца I верхом на коне» — картина работы австрийского художника Иоганна Петера Крафта из Военной галереи Зимнего дворца.

## Описание картины
Картина представляет собой конный портрет австрийского императора Франца I из состава Военной галереи Зимнего дворца.
Австрийский император Франц I (последний император Священной Римской империи под именем Франц II) изображён в австрийском фельдмаршальском мундире, в фельдмаршальской шляпе, на плечи наброшен плащ, верхом на рысаке гнедой масти на фоне Вены. На среднем плане видна сопровождающая его свита, на дальнем плане на поле перед городскими строениями стоят выстроенные для парада войска. У императора на шее знак австрийского ордена Золотого руна, на груди звёзды орденов Марии Терезии, Леопольда и Железной короны. Справа внизу трудноразличимая подпись художника и дата: Krafft. 1832. Подпись на раме: Франц I император австрийский 1792—1835. Работы П. Крафта 1832 г.

## История создания
Австрийский император Франц I ещё в начале 1820-х годов, когда только началась работа над портретами Военной галереи, обещал российскому императору Александру I подарить для галереи свой портрет.
В 1825—1832 годах Крафт по заказу австрийского императора исполнил для дворца Хофбург большую картину «Въезд императора 16 июня 1814 года в Вену после возвращения из Парижа»; эта картина в изменённом виде и послужила прототипом для эрмитажного портрета.
Заказ художнику был передан через российского посла в Вене действительного тайного советника Д. П. Татищева осенью 1830 года. И уже 10 января 1831 года император Николай I поинтересовался у министра иностранных дел графа К. В. Нессельроде «скоро ли будет готов обещанный для сделанной портретной галереи портрет Императора Австрийского на лошади». Нессельроде, в свою очередь, в апреле попросил австрийского посланника в Санкт-Петербурге К. Л. Фикельмона напомнить Францу I «об обещании, сделанном им ещё покойному императору Александру Павловичу прислать сюда свой портрет на лошади для Военной галереи в Зимнем дворце» . Получив это напоминание, австрийский император принял на себя все расходы по оплате труда художника в размере 200 золотых дукатов. Работа над портретом, однако, началась не раньше сентября 1831 года, когда Крафту наконец сообщили требуемые размеры картины, поворот фигуры и общую характеристику желаемого изображения. В литературе встречается упоминание о существовании акварельного эскиза с конным изображением Франца I.
В начале августа 1832 года картина была готова и через Любек на пароходе отправлена в Санкт-Петербург, в конце августа она уже прибыла на место и сразу же была установлена в Военной галерее.

## Связанные произведения
В 1836 году на Императорском фарфоровом заводе была изготовлена ваза-кратер (высота 152 см), расписанная художником Александром Нестеровым, с изображением картины. В конце XIX века эта ваза была продана в Испанию. 26 ноября 2018 года она была выставлена на русские торги, проводимые аукционным домом Кристис, и была продана за 1 800 тысяч фунтов.